# Хроніка одного кохання (фільм, 1950)
«Хроніка одного кохання» (італ. Cronaca di un amore) — італійський драматичний фільм 1950 року режисера Мікеланджело Антоніоні знятий за його сценарієм. Це був перший повнометражний фільм режисера з Феррари, хоч і зроблений ним у 38-річному віці.
Фільм був внесений до списку 100 італійських фільмів, які потрібно зберегти (100 film italiani da salvare), від післявоєнних до вісімдесятих років.

## Сюжет
Багатого міланського інженера Енріко Фонтана (Фердінандо Сармі) мучать сумніви щодо вірності його молодої, дуже гарної дружини Паоли (Лючія Бозе), тому він наймає детектива Карлоні (Джино Россі) щоб вивідати усі таємниці своєї дружини. Цим він провокує відновлення старого кохання, Паола розуміє, що як і раніше закохана в колишнього студента Гвідо (Массімо Джіротті), а тепер не дуже успішного продавця автомобілів, і починає знову зустрічатися з ним. Але коханцям заважає детектив Карлоні, а найбільше сам Енріко…

## Ролі виконують
- Массімо Джіротті — Гвідо Гарроні
- Лючія Бозе — Паола Молон Фонтана
- Фердинандо Сармі — Енріко Фонтана, чоловік Паоли
- Джино Россі[it] — Карлоні, слідчий
- Рубі Далма — товаришка Паоли
- Франко Фабріці — ведучий показу моди
- Аніта Фарра[it] — товаришка Паоли

## Навколо фільму
- На момент зйомок 19-річна зірка Лючія Бозе була міс Італії 1947 року.
- Це один із улюблених фільмів Мартіна Скорсезе.

## Нагороди
- 1951 Премія «Срібна стрічка» Італійського національного синдикату кіножурналістів:
  - за найкращу музику — Джованні Фуско
  - спеціальна «Срібна стрічка» за людські та стилістичні цінності — Мікеланджело Антоніоні[2]